# Janicsek Péter
Janicsek Péter (Székesfehérvár, 1975. május 7. –) magyar színész.

## Élete
1995–1997 között a Veszprémi Petőfi Színház stúdiósa; 2000–2004 között a Színház- és Filmművészeti Egyetem hallgatója volt. 2004-től szabadfoglalkozású.

## Fontosabb színházi szerepei
- Paul Portner: Hajmeresztő (Mike Thomas, egyetemista) – 2017/2018
- Molnár Ferenc: Egy, kettő, három (Dr. Faber, Osso) – 2016/2017
- Balla Zsófia: Triangulum (szereplő) – 2015/2016
- Weöres Sándor: Holdbeli csónakos (szereplő, szereplő) – 2015/2016
- Henry Lewis – Jonathan Sayer – Henry Shields: Ma este megbukunk (szereplő) – 2015/2016
- Jeles András: József és testvérei (szereplő, szereplő) – 2014/2015
- Veres András: Mackó születésnapja (szereplő) – 2014/2015
- Tasnádi István: A hideg szív (szereplő) – 2014/2015
- Az elvarázsolt testvérek (szereplő) – 2014/2015
- Jorge Luis Borges: Baltasar Espinosa utolsó üdülése és üdvözülése (szereplő) – 2012/2013
- Sławomir Mrožek: Emigránsok (Aa) – 2012/2013
- Robert Lopez – Jeff Whitty – Jeff Marx: A mi utcánk (Nicky, Kuki Mumus, Mackófiú) – 2008/2009
- William Shakespeare: A Velencei Kalmár (Bassanio, Bassanio) – 2007/2008
- Joe Dipietro – Jimmy Roberts: Ájlávju
- ...De jó vagy, légy más! (szereplő) – 2007/2008
- Luis Bunuel: Az öldöklő angyal (Pablo, inas) – 2007/2008
- Toepler Zoltán: Korpusz (A gyilkos) – 2007/2008
- Háy Gyula: Appassionata (Viktor) – 2006/2007
- Sopsits Árpád – Deres Péter: Passió (Stációk) (Júdás) – 2004/2005
- Csokonai Vitéz Mihály: Tempefői (múzsa, költő, a barátja) – 2004/2005
- Madách Imre: Mózes (Józsué) – 2004/2005
- Dosztojevszkij – Wesker: Lakodalom (Louis Litvanov cipőgyáros) – 2003/2004
- Per Olov Enquist: Tribádok éjszakája (August Strindberg) – 2003/2004
- Hubay Miklós – Ránki György – Vas István: Egy szerelem három éjszakája (Bálint) – 2001/2002
- Bódy Gábor – V. Brjuszov: Tüzes angyal (Mattheus) – 2000/2001
- William Shakespeare: Cymbeline (Guiderius, Cymbeline elrabolt fia) – 2000/2001

## Film- és tévészerepei
- Hunyadi (2025) ...janicsár
- A mi kis falunk (2025) ...Sofőr
- Pokoli rokonok (2025) ...Ernő
- Drága örökösök – A visszatérés (2024) ...Miniszteri biztos
- …a szomszéd tehene (2024) ...Kavics
- Valami madarak (2023) ...Ricsi
- Béke – A nemzetek felett (2022) ...Halmos
- Apatigris (2021) ...rendőr
- Keresztanyu (2021–2022) ...Pityke (ukrán határőr)
- Drága örökösök (2020) ...Vendég vadász
- Alvilág (2019) ...Díler
- Veszettek (2015)
- Kaméleon (2008) ...Röfi
- Presszó (2008) ...Kutyás fiú
- Malter (magyar kisjátékfilm, 2007),
- Csak szex és más semmi (2005) ...Munkás
- (Il tunnel della libertà) (olasz–magyar filmdráma, 2004) (tévéfilm)
- S/he (magyar filmetűd, 2003)
- Tea (magyar vígjátéksorozat, 2002) ...Dedi
- A Hídember (2002)
- Bűn és bűnhődés a rácsok mögött (magyar tévéjáték)